# Маринкин, Денис Викторович
Денис Викторович (Дэн) Маринкин (род. 27 января 1981 года, Москва, СССР) — российский музыкант, барабанщик. Работал с такими коллективами, как Пётр Налич, Земфира, Корней. Представлял Россию на конкурсе «Евровидение» 2010 в составе «Музыкального Коллектива Петра Налича».

## Биография
Родился в Москве.
Учился в музыкальных школах:
- 1988—1993 — ДМШ им. Гедике № 88, класс педагога Вист В. Э.
- 1993—1997 — ДМШ им. М.Дунаевского № 2, класс педагога Сурначева А. Б.
- 1997—2002 — МОВУКИ, класс педагога Рупца Л. Г.

В 1999—2001 годах проходил срочную службу в рядах Российских вооруженных сил.
С 2003 года началась профессиональная карьера в инструментальном джаз-фьюжн-проекте «Цейтнот»: Юрий Топчий (гитара), Дмитрий Максимов (бас-гитара), Денис Маринкин (ударные). Благодаря этому проекту был замечен бренд-менеджером компании «Арсенал-Мьюзик» Андреем Парфеновым, в дальнейшем предложившим стать эндорсером фирмы MAPEX.
В 2003 году играл в оркестре мюзикла «Иствикские ведьмы».
В 2005 пришёл в группу Владимира Корниенко, где начал работу над его песнями и подготовкой тура «Вендетта» Земфиры в качестве разогревающего коллектива.
В составе коллектива Земфиры впервые появился 1 июля 2006 года на благотворительном концерте «Подари жизнь» в театре «Современник». принял участие в записи альбомов «Спасибо» (2007), «Z Sides» (2010). Также принял участие в турах «Дежавю» 2007, «Спасибо» 2007—2008.
В мае 2009 года начал сотрудничество с Петром Наличем. Был записан альбом «Веселые Бабури». В 2010 году Коллектив Петра Налича представлял Россию на конкурсе «Евровидение» в Осло.
В 2011 году приступил к работе с Евгением Филатовым, лидером группы The Maneken. В состав The Maneken входили известные Маринкину по коллективу «Корней» музыканты: Максим Шевченко (гитара), Андрей Гагауз (бас). Сотрудничество привело к записи альбома «Portrait».
Параллельно в 2011 году присоединился к работе над дебютным альбомом «Estrada» и, в дальнейшем, к концертной деятельности с Иваном Ургантом.
В июле 2011 года возобновил сотрудничество с Земфирой, появившись на фестивале Пикник «Афиши». Участвовал в туре «Тур 12», записал альбом «Жить в твоей голове» позже отправился в тур «Земфира. Тур 2013».
С 2013 по 2014 год и с 2016 года сотрудничает с коллективом «Mooncake». В 2013 г. был записан альбом «Zaris». Группа стала первым коллективом, положившим начало полнокупольным мультимедийным шоу «Космическая Одиссея» в Московском Планетарии, объединяя в себе световизуальное и музыкальное шоу.
В 2014—2015 годах сотрудничал с группой Guru Groove Foundation. С 2015—2016 годах сотрудничал с группой Моя Мишель.
С 2017 года сотрудничает с Вячеславом Бутусовым. В том же году записывается альбом «Гудбай, Америка!», изданный в честь 35-летия группы Наутилус Помпилиус.
В 2018 году Денис становится артистом компании по производству ударных инструментов LUDWIG.
С сентября 2018 года начинает сотрудничать с Максимом Фадеевым. В ноябре 2018 года принимает в первом за 25 лет концерте Максима Фадеева в качестве барабанщика.
В том же 2018 Денис со своим другом Михаилом Лисовым создают свой горячий проект под названием TWO CRUNCH CRACKERS. Парни, осознав, что их музыкальные вкусы совпадают, и они готовы развивать свой личный творческий потенциал, в 2018 выпускают первый сингл, а вскоре, в 2019 году — записывают свой первый альбом «Low Start». В 2019 году, в Москве, ТСС разогревали мировых звёзд рок сцены — группу Rival Sons. Летом 2021 года группа выпускает свой второй альбом под названием «Dogma», который по мнению критика Бориса Барабанова, входит в десятку лучших альбомов июля 2021 года.
С апреля 2022 Денис прекратил сотрудничество с Вячеславом Бутусовым и объявил о своём переходе в коллектив Григория Лепса.

## Дискография
- «Спасибо» (2007) Земфира
- «Z-Sides» (2010) Земфира
- «Жить в твоей голове» (2013) Земфира
- «Весёлые бабури» (2010) Пётр Налич
- «Estrada» (2012) Grisha Urgant
- «Опиум для народа» (2007) Ундервуд
- «Zeitnot» (2013) Топчий, Максимов, Маринкин
- «Portrait» (2013) The Maneken
- «Zaris» (2013) Mooncake
- «Где мое лето?» (2014) Где мое лето
- «Отстой» (2016) Моя Мишель
- «Гудбай, Америка» (2017) Вячеслав Бутусов
- «Аллилуйя» (2019) «Орден Славы»
- «Low Start» (2020) TWO CRUNCH CRACKERS
- «Остин» (2021) Земфира
- «Dogma» (2021) TWO CRUNCH CRACKERS